# Heimano Bourebare
Heimano Bourebare (ur. 15 maja 1989) – piłkarz z Tahiti grający na pozycji lewego obrońcy. Jest wychowankiem klubu AS Tefana.

## Kariera klubowa
Karierę piłkarską Bourebare rozpoczął w klubie AS Tefana. W 2009 roku zadebiutował w nim w pierwszej lidze Tahiti. Wraz z Tefaną wywalczył dwa tytuły mistrza Tahiti w latach 2010 i 2011. Zdobył też dwa Puchary Tahiti w tych samych latach.

## Kariera reprezentacyjna
W reprezentacji Tahiti Bourebare zadebiutował w 2011 roku. W 2012 roku wystąpił z Tahiti w Pucharze Narodów Oceanii. Tahiti ten turniej wygrało po raz pierwszy w historii.